# 手动瞄准线指令

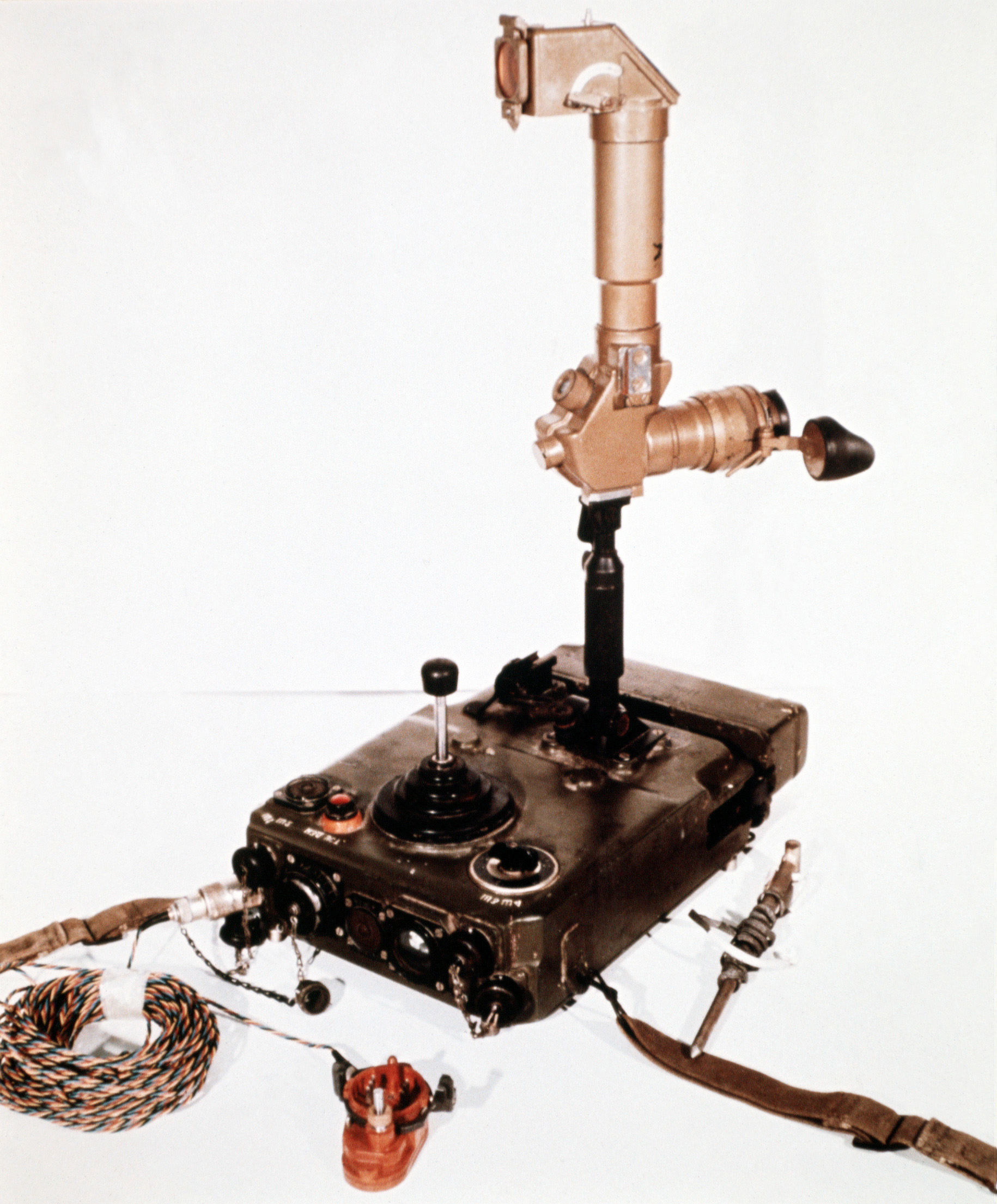
AT-3“萨格”反坦克导弹的操作手柄

手動瞄准线指令（Manual Command to line of sight，MCLOS）或手動視線指令導引，是早期导弹的一种制导方式。

## 特性

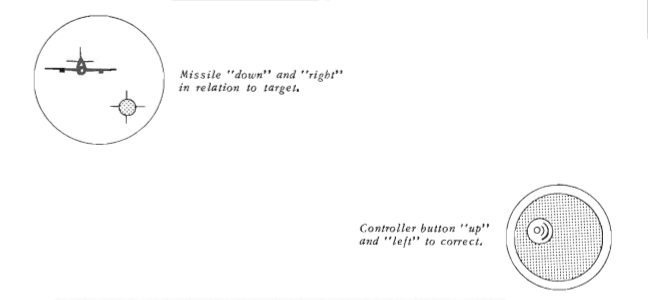
左側吹管防空飛彈的瞄準鏡可見飛彈位於目標飛機的右下方，因此砲手需將發射器上的操作搖桿向左上角推動，以使飛彈向左上方的飛機飛行。

飛彈的指令導引（Command Guidance）體系中包含視線指令導引（Command line of sight, CLOS）及脫離視線指令導引（Command off line of sight, COLOS）兩種分類，而視線指令導引又可根據目標跟蹤、飛彈飛行控制的類型分類為四種。其中手動視線指令導引便是完全以人工執行目標跟蹤及飛彈飛行控制的類型。
在手動瞄准线指令制导体制下，发射瞄准手必须通过光學瞄準器持續跟蹤並觀察目標與飛彈之間的相對位置，並用类似游戏手柄的装置輸入操作指令，最後經過處理的指令通過有線電纜或無線電的數據鏈路發送給飛彈尾部的接收器，使导弹能飛向目標。导弹尾部通常装有发焰器，发射后會自动点燃以使發射者能清晰目視到高速飞行导弹的位置。这种制导体制需要瞄准手受过严格的大量训练，並在导弹飞行全程保持高度注意力集中。导弹飞行时的发焰也暴露了自身，敌方可以采取机动动作并火力压制飛彈的发射瞄准手。
手動視線指令導引体系後來被更为容易使用的半自動視線指令導引体系取代。半自動視線指令導引將飛彈飛行控制的部分自動化，因此发射瞄准手仅需要操作瞄準器跟踪目标即可有效使用。

## 精度
手動瞄准线指令制导体制很难用具体数据来衡量其命中率。因为这非常依赖于操纵手的技能与精力集中程度（例如在被敌方集火压制情况下）。
- 1967年第三次中东战争 - AT-1“笛鲷”反坦克导弹 - 少量使用，仅有一辆坦克被击毁。命中率低于25%。
- 1972年越南战争 - 美军使用的法制SS.11反坦克导弹命中率约10%，而使用瞄准线半自动指令制导的BGM-71陶式导弹命中率达50%。
- 1973年第四次中东战争 - AT-3“萨格”反坦克导弹 - 战争开始时训练有素的埃及操纵手的命中率在25%，战争末期在训练稍差的叙利亚操纵手在以军坦克火力压制下命中率为2%。

## 歷史
歷史上第一款手動視線指令導引的飛彈為1950年代法國的有線SS.10及SS.11反坦克导弹，使用手動視線指令導引的飛彈也被稱為第一代反戰車飛彈。1973年贖罪日戰爭中，埃及和敘利亞軍使用蘇聯製造的AT-3“萨格”反坦克导弹擊毀數以百輛以色列軍的戰車，為此以色列軍只能以火力壓制迫近的飛彈操作員以降低損失。然而，更先進的半自動視線指令導引隨後成為第二代反戰車飛彈的主流導引技術，使手動視線指令導引漸漸被取而代之。

## 导弹系統

### 導引炸彈
- Azon反舰滑翔制导炸弹
- 弗里茨X反舰滑翔制导炸弹

### 對地飛彈
- 维克斯“警惕”反坦克导弹（英语：Vickers Vigilant）
- SS.10反戰車飛彈（英语：SS.10）
- SS.11反坦克导弹
- ENTAC反坦克導彈
- AT-3“萨格”反坦克导弹
- AGM-12犢牛犬飛彈
- 紳寶Rb 05空对地导弹（英语：Robot 05）
- 亨舍尔Hs 293空对舰导弹（英语：Henschel Hs 293）

### 防空飛彈
- “瀑布”防空导弹
- 吹管防空导弹
- 海貓飛彈

### 空對空飛彈
- 鲁尔钢铁X-4空对空导弹（英语：Ruhrstahl X-4）
- AA.20空對空飛彈

### 引文
1. 1 2  Maini & Maini 2015，第81頁.
2. ↑  Richardson & Mubarak 2006，第192頁.
3. ↑  Keirstead 2016，第80頁.

### 書目
- Keirstead, Burt. . Journal of Electronic Defense. Vol. 39 no. 12. December 2016: 80–84. ISSN 0192-429X （英语）.
- Maini, Anil Kumar; Maini, Nakul. . Electronics For You. Vol. 3 no. 10. February 2015: 76–83. ISSN 0013-516X （英语）.
- Richardson, Mark; Mubarak, Al-Jaberi.  (PDF) (博士论文). Cranfield University. 28 April 2006  [2024-05-25]. （原始内容存档 (PDF)于2024-03-24） （英语）.